# اودیل ورسوا
اودیل ورسوا (فرانسوی: Odile Versois‎؛ ۱۵ ژوئن ۱۹۳۰ – ۲۳ ژوئن ۱۹۸۰) یک هنرپیشه اهل فرانسه بود. 
از فیلم‌ها یا برنامه‌های تلویزیونی که وی در آن نقش داشته است می‌توان به میشل استروگف، بنجامین و به سوی پاریس با عشق اشاره کرد.